# Columbus Destroyers
Die Columbus Destroyers sind ein Arena-Football-Team in Columbus (Ohio), das in der Arena Football League (AFL) spielt. Das Franchise wurde 1999 als Buffalo Destroyers gegründet und zogen erst 2004 nach Columbus um.

## Geschichte

### Buffalo Destroyers (1999–2003)
Das Franchise wurde 1999 in Buffalo gegründet.
Buffalos Geschichte verlief wenig erfolgreich. Nur zwei Mal wurde das Wild Card Game erreicht, welches beide Male verloren wurde. Überhaupt konnte Buffalo nicht ein einziges Mal ein positives Sieg-Niederlagen-Verhältnis nach der Saison abschließen. In jedem Jahr wurden mehr Spiele verloren als gewonnen.
Einer der bekanntesten Spieler im Kader war im Jahr 2000 der Quarterback Browning Nagle. Er war ein ehemaliger Zweitrundendraftpick der New York Jets, der insgesamt fünf Jahre in der NFL gespielt hat.
Zur Saison 2004 wurde bekannt gegeben, dass das Franchise nach Columbus umziehen und sich Columbus Destroyers nennen werde.

### Columbus Destroyers (2004–2008)
In Columbus veränderte sich die Situation nur bedingt. Zwar wurde auch hier nie eine positive Sieg-Niederlagen-Saison erzielt, doch 2007 erreichten die Destroyers völlig überraschend den ArenaBowl. Dieser wurde allerdings mit 33:55 gegen die San Jose SaberCats verloren.
Positiv fallen dagegen die Zuschauerzahlen aus. Obwohl das Franchise in Columbus wenig erfolgreich verlief, konnte ein Franchiseschnitt von 14.306 Zuschauern verbucht werden.
Als die AFL zur Saison 2009 den Spielbetrieb für ein Jahr niederlegte, wurden auch die Destroyers aufgelöst und starteten nicht mehr in der AFL.

### Columbus Destroyers (seit 2019)
Im Februar 2019 gab die AFL bekannt, die Destroyers als Expansion Team wiederzugründen. Als Head Coach wurde Matthew Sauk benannt, Spielstätte wird wieder die Nationwide Arena sein.

## Saisonstatistiken
| Jahr | Team                | Liga | S | N  | Playoffs erreicht | Playoffrunde |
| ---- | ------------------- | ---- | - | -- | ----------------- | --- |
| 1999 | Buffalo Destroyers  | AFL  | 1 | 13 | nein              | |
| 2000 | Buffalo Destroyers  | AFL  | 5 | 9  | ja                | N Wild Card Round gg. Arizona Rattlers 34:41 |
| 2001 | Buffalo Destroyers  | AFL  | 6 | 8  | nein              | |
| 2002 | Buffalo Destroyers  | AFL  | 6 | 8  | ja                | N Wild Card Round gg. Orlando Predators 27:32 |
| 2003 | Buffalo Destroyers  | AFL  | 5 | 11 | nein              | |
| 2004 | Columbus Destroyers | AFL  | 6 | 10 | nein              | |
| 2005 | Columbus Destroyers | AFL  | 2 | 14 | nein              | |
| 2006 | Columbus Destroyers | AFL  | 8 | 8  | nein              | |
| 2007 | Columbus Destroyers | AFL  | 7 | 9  | ja                | S WId Card Round gg. Tampa Bay Storm 55:56 S Viertelfinale gg. Dallas Desperados 66:59 S Halbfinale gg. Georgia Force 66:56 N ArenaBowl gg. San Jose SaberCats 33:55 |
| 2008 | Columbus Destroyers | AFL  | 3 | 13 | nein              | |
| 2019 | Columbus Destroyers | AFL  | 1 | 11 | nein              | |

## Zuschauerentwicklung
| Jahr | Team                | Zuschauerdurchschnitt |
| ---- | ------------------- | --------------------- |
| 1999 | Buffalo Destroyers  | 12.013                |
| 2000 | Buffalo Destroyers  | 7.048                 |
| 2001 | Buffalo Destroyers  | 8.026                 |
| 2002 | Buffalo Destroyers  | 7.279                 |
| 2003 | Buffalo Destroyers  | 7.622                 |
| 2004 | Columbus Destroyers | 16.286                |
| 2005 | Columbus Destroyers | 15.229                |
| 2006 | Columbus Destroyers | 12.082                |
| 2007 | Columbus Destroyers | 14.044                |
| 2008 | Columbus Destroyers | 13.892                |
| 2019 | Columbus Destroyers | 7.054                 |